# Шанкара
Шанкара (на деванагари: शङ्कर) (788 – 820 г.), също известен като Шанкарачаря или Ади Шанкарачаря („първият Шанкарачаря“, ачаря е титла давана на значими учители в индуизма), е индийски мислител, религиозен водач и поет. Той реформирал и възродил индуизма, установявайки монистичната философия адвайта веданта като доминираща за своето време в Индия, посредством многобройни диспути с представители на различни индуистки и будистки секти.

## Живот
Източниците, описващи живота на Шанкара се наричат Шанкара Виджаям (Победа на Шанкара). Те са поетични творби, съчетаващи биографични и легендарни истории, написани в епичен стил. Най-важни от тези биографии са Мадхавия Шанкара Виджаям (от Мадхава, 14 век), Чидвиласия Шанкара Виджаям (от Чидвиласа, между 15 и 17 век) и Кералия Шанкара Виджаям (от областта, днес щат, Керала, 17 век). Според тези текстове Шанкара е роден в селцето Калади на територията на южноиндийския щат Керала в бедното браминско семейство на Шивагуру и Арямба и е живял трийсет и две години.

### Ранен живот
Родителите на Шанкара били бездетни в продължение на много години. Те се помолили в местен храм на бог Шива да ги дари с дете. След дълго чакане, Шива се явил на двойката и ги попитал дали искат да имат посредствен син, който да има дълъг живот в охолство или мъдър син, който да има кратък живот. Шивагуру и Арямба избрали второто и така им се родил син, когото те нарекли Шанкара в чест на бог Шива (Шанкара е един от епитетите на Шива, означаващ „този, който дава благодат“ на санскрит). Бащата на Шанкара починал, когато синът му бил още невръстно дете. На петгодишна възраст Шанкара постъпил във ведическа школа, където за период от две години научил Упанишадите, Пураните, Рамаяна, Махабхарата, Йога сутра, няя, санкхя и вайшешика. Той удивил своите учители с интелектуалните си способности. Според правилата в школата учениците трябвало да събират милостиня от миряни. Веднъж докато събирал милостиня, Шанкара попаднал в дома на бедна жена, която имала само един изсушен плод амла за храна. Въпреки оскъдицата, жената предложила плода на Шанкара, който, трогнат от бедността и набожността ѝ, отправил молитва към богинята Лакшми. В отговор на неговата молитва от небето заваляли златни плодове амла.

### Отхвърляне на светския живот
От ранно детство Шанкара изпитвал желание да стане монах, санясин, но майка му се противяла на това негово желание. Веднъж обаче докато се къпал в реката, минаваща край селото, един крокодил уловил Шанкара за крака и го задърпал към дълбокото. Майка му била наблизо, но не могла с нищо да му помогне. Шанкара помолил майка си да му даде разрешение да се отрече от света, за да може да умре като санясин. В отчаянието си, Арямба позволила на сина си да приеме саняса. Шанкара незабавно изрецитирал мантрите за приемане на саняса, при което крокодилът го пуснал и си отишъл.

### Обучение при гуру
С позволението на майка си, на осемгодишна възраст, Шанкара се отправил на опасно пътешествие на север в търсене на учител. На брега на река Нармада близо до Омкарешвар (дн. в щата Мадхя Прадеш), Шанкара открил своя гуру Говиндапада (Говинда Бхагаватпада), ученик на Гаудапада. В нозете на своя учител Шанкара овладял йога и веданта. Според легендата, Шанкара спасил своя учител и неговите ученици от придошлите води на Нармада като поставил глинено гърне до водите и те били погълнати в него. Говиндапада го благословил и му заръчал да напише коментари към главните индуистки свещени писания, Бхагавад гита, Брахма сутра и дванайсетте основни Упанишади, за да възроди санатана дхарма (вечната религия), която била в упадък. Скоро след това Говиндапада напуснал тялото си, а Шанкара се отправил да изпълни своята мисия.

### В Каши
Шанкара напуснал бреговете на Нармада и отишъл в свещения град Каши (дн. Варанаси, щат Утар Прадеш), където се установил близо до един гхат (светилище за извършване на погребални обреди) на брега на р. Ганг. Около Шанкара започнали да се събират хора и там го открил Санандана, неговия пръв ученик, по-късно наречен Падмапада. Освен с хора, в Каши Шанкара имал срещи и с бог Шива и богинята Шакти.
Ади Шакти се появила във формата на жена, скърбяща над трупа на мъртвия си съпруг, който лежал в скута ѝ, молейки всички за помощ при извършването на последните му обреди. Шанкара отивал да се изкъпе с последователите си и помолил жената да премести трупа от пътя, а тя му беше отговорила „Защо не помолиш трупа сам да се премести?“ Шанкара отговорил „Майко, защо си заблудена? Как да се премести трупът? В него няма сила, няма шакти.“ На това жената отговорила „Тогава защо, о йоги, проповядваш, че Брахман (Абсолютът) без Шакти (Енергията) е Създателят?“ Шанкара бил удивен и жената, заедно с трупа бяха изчезнали от погледа му. Той осъзнал, че това е била Ади Шакти, която беше дошла, за да му открие друго измерение на реалността.
Веднъж, когато Шанкара отивал да се изкъпе, му се изпречил на пътя един чандала (най-нисшата каста в Индия, „недокосваемите“), придружаван от четири кучета. Шанкара се обърнал към него, казвайки „Махни се от пътя!“ Недокосваемият се изсмял и му отвърнал „Кого искаш да махна, тялото или духа? Атманът (душата, духът) е вездесъщ, а тялото е неговият съд. От духовна гледна точка има ли разлика между чандала и брамин? Има ли разлика между отражението на слънцето във водите на Ганг и отражението на слънцето във вино?“ Шанкара бил поразен, поклонил се на недокосваемия, който се преобразил в бог Шива, а кучетата в четирите Веди и композирал химна „Маниша панчакам“.

### Написване на коментарите
Шанкара напуснал Каши и се отправил към Хималаите и се установил заедно с учениците си в Бадрикашрам (дн. Бадринат, щат Утаракханд). Тук мъдрецът Вяса продиктувал великия епос Махабхарата на Ганеша, който му беше станал писар. Шанкара прекарал четири години, учейки своите ученици на ведическите истини и написвайки коментари върху Бхагавад гита, Брахма сутра и дванайсетте основни Упанишади, завършвайки ги на шестнайсетгодишна възраст. След това посетил много свещени места в Хималаите. Вяса му се явил и обсъдил с него коментарите му и го благословил.
Учениците на Шанкара ревнували Санандана, който ги надминавал в учението и за да им докаже, че Санандана ги превъзхожда в духовно отношение, Шанкара го повикал да дойде при него, когато Санандана се намирал на другия бряг на Ганг. Санандана стъпил във водата, а под всяка негова стъпка се появявал лотос. Когато достигнал до брега, Шанкара му дал името Падмапада (лотосови нозе).

### Диспут с Мандана Мишра
След като написал коментарите си, Шанкара се отправил на изток. Според традицията новите философи трябвало да защитят възгледите си в диспут с представители на установени школи. В гр. Махишмати (дн. в щата Бихар) Шанкара намерил Мандана Мишра, последовател на философската школа миманса. Шанкара предизвикал Мандана Мишра да влезе в диспут и той приел. Било постигнато споразумение, че ако Шанкара загуби диспута ще се ожени и ще стане последовател на Мандана Мишра, а ако спечели Мандана Мишра ще трябва да стане монах и да последва Шанкара. Диспутът продължил осемнайсет дни, като съпругата на Мандана Мишра Убхая Бхарати, известна със своята мъдрост, служела за съдия. Тя обаче не желаела да отсъди поражение за съпруга си и затова сложила два венеца от цветя на двамата опоненти и казала, че този чиито венец пръв увехне ще бъде счетен за загубил. Така Шанкара бил обявен за победител, а Мандана Мишра трябвало да стане санясин и да го последва.
Тогава се намесила Убхая Бхарати и поискала от Шанкара възможност да влезе в диспут с него, тъй като според идеалите на санатана дхарма, съпругата била другата половина на съпруга, тъй че съпругът ѝ нямало да бъде напълно победен, докато и тя не бъдела също победена. Шанкара се съгласил и диспутът между двамата продължила още осемнайсет дни. Накрая, Убхая Бхарати попитала Шанкара за еротичните изкуства и науки, камашастра, при което Шанкара останал безмълвен, тъй като нямал никакви знания по този въпрос. Поради това поискал един месец, за да открие отговорите, на което Убхая Бхарати се съгласила. Шанкара напуснал Махишмати и отишъл в една пещера, където седнал да медитира. Неговите ученици му донесли новината, че един раджа от близка провинция тъкмо бил умрял. След като оставил аскетичното си тяло неподвижно под грижите на учениците си, Шанкара незабавно се възползвал от тази възможност да премести душата си в тялото на мъртвия раджа. За кратко време научил всичко, което могло да се научи в двореца на раджата за еротичните изкуства и науки. Преди изтичането на един месец той напуснал тялото на краля и отново влезнал в собственото си тяло, което все още седяло неподвижно в пещерата. Тогава той отишъл при Убхая Бхарати, отговорил на всичките ѝ въпроси и спечелил диспута. Мандана Мишра станал ученик на Шанкара и бил наречен от него Сурешвара.

### Обиколка на Индия
След победата си над Мандана Мишра, Шанкара се отправил към западна Индия, където един член на сектата капалики се опитал да го убие, но Шанкара бил спасен от появата на бог Вишну във формата на Нарасимха (човек-лъв) в отговор на молитва на Падмапада. Шанкара отишъл в Шри Бели, придружаван от стотици последователи и там едно браминско семейство довело тринайсетгодишния си син, който бил ням по рождение, за да получи благословия от него. Шанкара попитал момчето на санскрит „Кой си ти? Чии син си? Къде отиваш? Откъде си дошъл? Как се казваш? Отговори ми, защото като те погледна получавам особено чувство.“ Младото момче се оживило като чуло въпросите на Шанкара и отговорило на санскрит „Не съм човек, нито бог, нито дух, нито брамин (свещеник), кшатрия (държавен служител), вайшя (търговец), нито шудра (слуга), нито брахмачарин (ученик), семеен човек, санясин, нито аскет. Аз съм въплъщение на Аза.“ Така нямото момче проговорило и тогава неговите родители го предложили на Шанкара, който по-късно го посветил в саняса и му дал името Хастамалака („този, който държи плода амалака в ръката си“, т.е. този който е осъзнал Аза). В Южна Индия Шанкара срещнал и четвъртия си главен ученик и му дал името Тротака.
Шанкара обиколил Индия от Кашмир до Тамил Наду и от Гуджарат до Асам, като навсякъде установявал господството на веданта, държейки диспути с последователи на санкхя, миманса, шайви, шакти, йоги, чарваки, будисти, тантрици, капалици, джайни, възстановявайки ведически храмове и вдъхновявайки хората да водят начин на живот в съответствие с Ведите. Веднъж когато истинността на неговата адвайта система била поставена под съмнение той помолил Бог да даде някакво знамение и един божествен глас бил чут да идва от небесата, казвайки „Адвайта е истината“.
В Асам Шанкара получил фистула (отворена язва). Асам бил известен с тантриците си, особено в района на Прагджьотишпур, известен също под името Камарупа, където Шанкара посетил известния храм Камакхя. Тук тантриците, водени от Абхинава Гупта дошли, за да предизвикат Шанкара на дебат и били победени. Неспособни да приемат загубата те извършили тантрически ритуали. Гной и кръв започнали да текат от Шанкара, придружени от ужасни болки. Въпреки страданието си и влошаващото му се здраве, Шанкара останал уравновесен и спокоен. Отново Падмапада разбрал за злите намерения на Абхинава Гупта и извършил Шанти кармите, за да неутрализира ефекта на тантрическите ритуали. Шанкара скоро възстановил здравето и силата си.
Когато навършил трийсет и две годишна възраст, Шанкара се отправил към Кедарнат (дн. в щата Утаракханд), където завършил земния си път. В храма на Шива в Кедарнат има олтар посветен на Шанкара. Шанкара се счита за въплъщение (Аватара) на бог Шива.

## Наследство
По времето на Шанкара индуизмът е бил в упадък поради разцеплението на безброй секти, както и поради влиянието на будизма и джайнизма. Влиянието на Шанкара спомогнало съществено за възраждането и разпространението на ведическата религия в Индия. Наред с Рамануджа и Мадхва, Шанкара е считан за един от главните ачарии (учители) в индуизма. За негов съществен принос се счита събирането и фиксирането на рзпръснатите многобройни текстове претендиращи да са Бхагават гита. Установеният от него вариант на Гита е неоспорван и до днес, дори и от опонентите на неговите „бхашя“ (коментари).

### Орденът Свами
Шанкара реорганизирал монашеските общности в Индия като основал ордена Свами (Дашанами Сампрадая), съставен от десет клона: Гири, Парват, Сагар, Пури, Бхарати, Сарасвати, Тиртха, Ашрам, Вана, Араня.

### Манастири
Шанкара основал четири матха (манастира), в Шрингери, Карнатака, на юг, Дварака, Гуджарат на запад, Пури, Ориса, на изток и Джьотирматх (Джошиматх), Утаракханд, на север и поставил в тях начело съответно Сурешварачаря, Хастамалакачаря, Падмападачаря и Тротакачаря. Главите на тези манастири и до днес носят титлата Шанкарачаря и затова Шанкара е известен и като Ади Шанкарачаря (първият Шанкарачаря).

### Философия
Адвайта веданта (адвайта означава „недуалистична“ на санскрит; веданта е философия основана на „края на Ведите“, т.е. на Упанишадите, а също „крайното знание“) проповядвана от Ади Шанкарачаря е монистична система, базирана на тройния канон Брахма сутра, Бхагавад гита и Упанишадите, чиито основен постулат е идентичността между атман (душата) и Брахман (Абсолютът). Върховният Брахман според Шанкара е ниргуна (без качества), той е неизменно битие. Брахман е сат-чит-ананда, съществуване-съзнание-блаженство. Целият свят не е нищо друго освен самия Брахман, а причината поради която се възприемат многообразие от същества, обекти и състояния е мая (космическата илюзия, материалната вселена), която на индивидуално ниво се проявява като авидя (невежество). Мая е проявление на творческата енергия на Брахман шакти и в този смисъл не е пълна илюзия. Илюзия е разбирането, че светът и съществата, които го обитават имат свое собствено съществуване. Всъщност всичко е Брахман (сарвам кхалвидам брахма). Адвайта веданта се основава на шастра (писания), юкти (разум), анубхава (опит) и карма (духовни практики).
Един известен цитат от Вивека чудамани (Перлата на различаването), резюмиращ философията на Шанкара е стихът:
брахма сатям дхагат митхя дживо брахмайва на апарах
Брахман е единствената реалност, светът не е реален, индивидът не е нищо друго освен Брахман.

### Съчинения
Творбите на Шанкара се класифицират като бхашя (коментари), пракарана гратха (философски трактати) и стотра (химни). Коментарите тълкуват свещените писания в светлината на адвайта веданта. Трактатите предоставят методологии на ученика, позволяващи му да разбере учението на адвайта. Химните спомагат за осъществяване на връзка между поклонника и Бог в някой от неговите аспекти. Някои от творбите на Шанкара:
- Коментари
  - Брахма сутра
  - Бхагавад гита
  - Упанишадите
  - Вишну сахасранам
  - Санатсуджатия

- Трактати
  - Вивека чудамани
  - Атма бодха
  - Апарокшанубхути

- Химни
  - Саундаря лахари
  - Шивананда лахари
  - Бхаджа Говиндам
  - Маниша панчакам

Стихове от Бхаджа Говиндам:
Кой съм аз? И кой си ти?
Къде е мястото, от което идвам?
Коя е майка ми? Кой е баща ми?
Размишлявайки така, възприемай всички неща
като чисти фантазии, без същина.
Отхвърли света като безполезен сън.
Обожавай Говинда, обожавай Говинда!

## Филм
През 1983 г. е премиерата на Ади Шанкарачаря, първият филм направен изцяло на санскрит, режисиран от Г. В. Айер.